# Captain Cook Bridge (Sydney)
Die Captain Cook Bridge ist eine Straßenbrücke, die die Taren Point und Rocky Point Roads über den Georges River im südlichen Sydney im Bundesstaat New South Wales, Australien, führt. Die vorgefertigte, vorgespannte Beton-Kastenträgerbrücke überquert den Fluss nahe der Mündung, wo er in die Botany Bay mündet, und verbindet die Regionen St George und Sutherland in Sydney. Die Brücke besteht aus einer zweispurigen Fahrbahn mit jeweils drei Fahrspuren in beide Richtungen und bietet separate Wege für Fußgänger und Radfahrer auf beiden Seiten der Brücke.

## Lage und Merkmale
Die Captain Cook Bridge besteht aus sieben Spannweiten mit einer Gesamtlänge von 475 Metern und einem 506 Meter langen Deck, das 27,5 Meter breit ist und sechs Fahrspuren sowie zwei kombinierte Rad- und Fußwege umfasst. Ihre Fundamente reichen bis zu 67 Meter unter dem Wasserspiegel in den Sydney-Sandstein-Sockel. Die Brücke wurde am 29. Mai 1965 eröffnet und verbindet die Rocky Point Road in Sans Souci in der St-George-Region mit der Taren Point Road in Taren Point in der Sutherland Shire.
Die Brücke wurde von einem Ingenieurteam des Department of Main Roads (DMR) unter der Leitung von Albert Fried entworfen. Der DMR-Resident Engineer für den Bau war Ray Wedgwood, der später Chefingenieur für Brückenbau bei der Roads and Traffic Authority wurde. Hauptauftragnehmer war die John Holland Group.
Die Brücke ist die östlichste der sieben wichtigen Überquerungen des Georges River. Zu den weiteren gehören die Tom Uglys Bridge, die 1929 eröffnet wurde, die Alfords Point Bridge (1973, verdoppelt 2008), die M5 Milperra Bridge (1992), die Milperra Bridge (Ersatzbrücke 1966), die Liverpool Bridge (Ersatzbrücke 1958) und die M5 Casula Bridge (1985, verbreitert 1988).
Die Captain Cook Bridge ist der einzige Abschnitt der geplanten F6 Freeway, die im Großraum Sydney gebaut wurde. Weitere gebaute Abschnitte befinden sich zwischen Waterfall und Bulli Tops sowie weiter südlich zwischen Gwynneville und Yallah. Auf der südlichen Zufahrt weichen die beiden Fahrbahnen der Zufahrtsstraße auseinander, um den Bau eines zukünftigen Autobahnkreuzes zu ermöglichen, das den Autobahnverkehr von und zu der Brücke aufnehmen soll.
Das Tempolimit auf der Brücke und dem 1 km langen Autobahnabschnitt der südlichen Zufahrt beträgt 80 km/h.
Die Brücke wurde für eine Kapazität von 30.000 Fahrzeugen pro Wochentag ausgelegt, aber 2015 wurde geschätzt, dass die Brücke 30.600 Fahrzeuge pro Wochentag beförderte.

## Geschichte
Ein Fährdienst verkehrte ab 1911 zwischen Sans Souci und Taren Point. Ab April 1916 wurde eine Fahrzeugfähre zwischen den beiden Punkten betrieben, und dieser Dienst lief auch nach der Eröffnung der Tom Uglys Bridge 1929 weiter.
Die Captain Cook Bridge wurde zu Ehren von Captain James Cook benannt, einem britischen Entdecker, Navigator, Kartographen und Kapitän in der Royal Navy, der am 29. April 1770 in der Nähe von Kurnell während seiner ersten Entdeckungsreise an Bord der Endeavour landete.
Ein wesentlicher Grund für die Beauftragung des Baus der Captain Cook Bridge im Jahr 1962 war, dass die nahe gelegene dreispurige Tom Uglys Bridge mehr Verkehr bewältigte als jede dreispurige Fahrbahn der Sydney Harbour Bridge, und die Fähre in Taren Point mit 1000 Fahrzeugen täglich voll ausgelastet war.

## Galerie

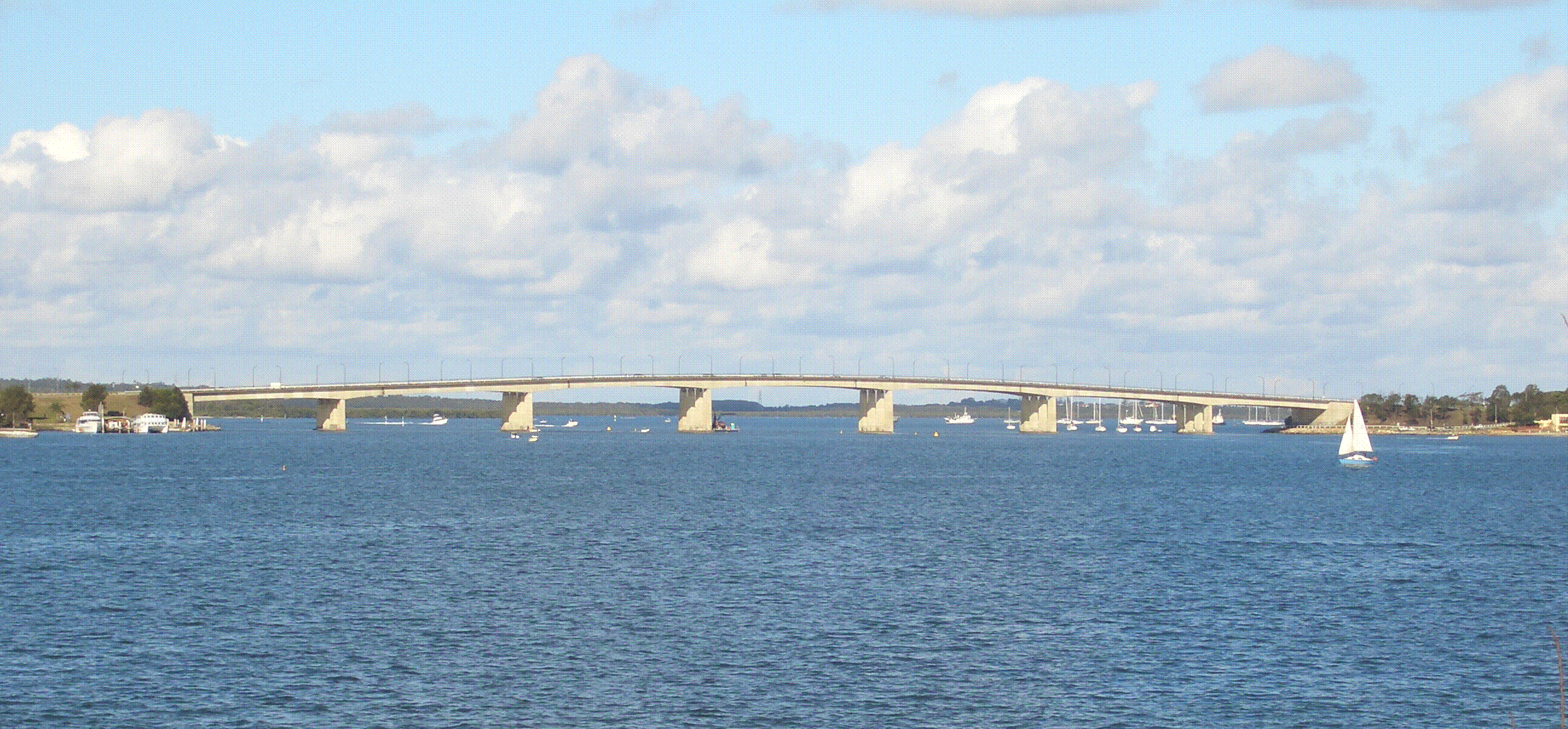
Captain Cook Bridge von Blakehurst aus gesehen
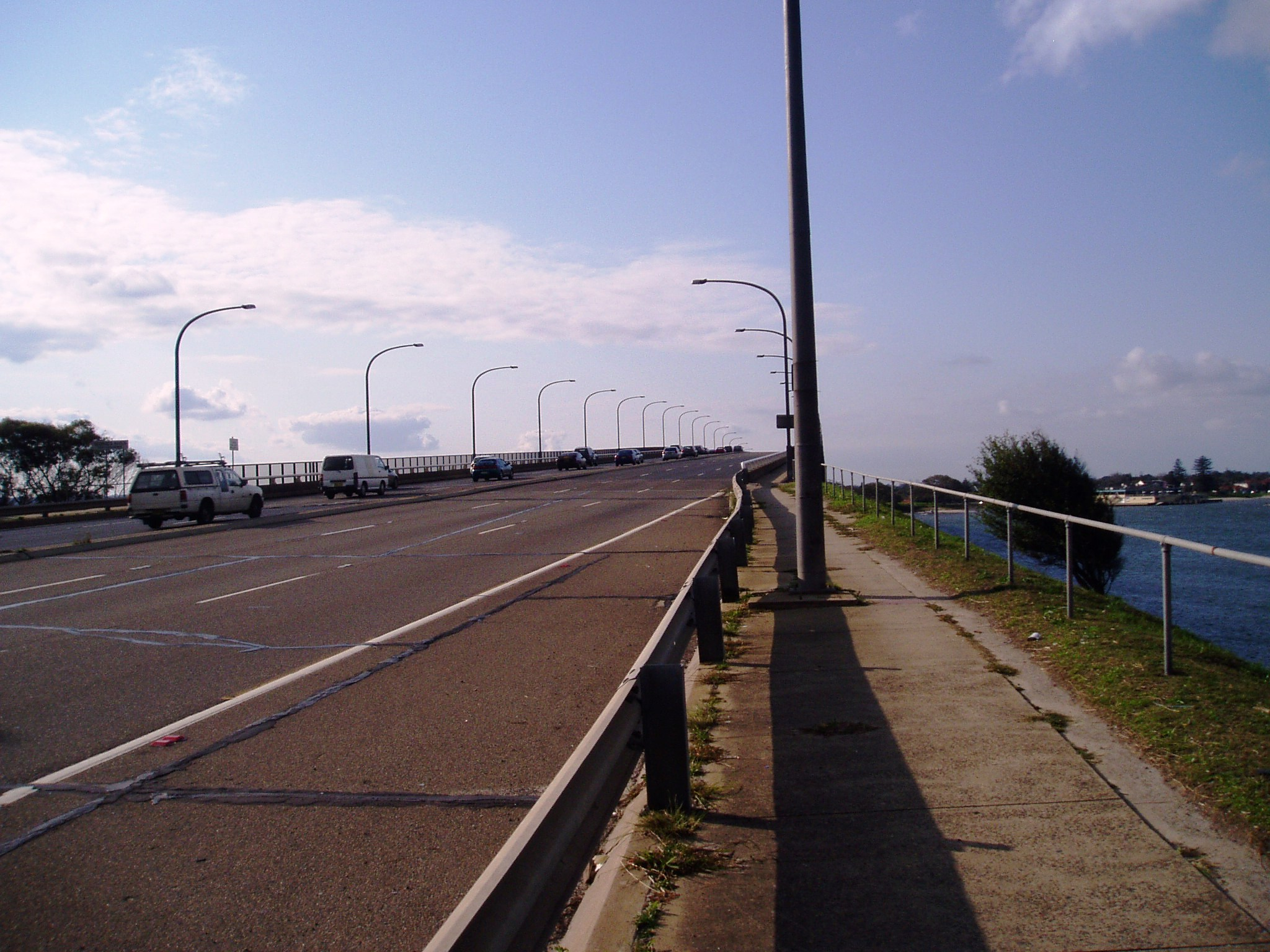
Captain Cook Bridge von der Taren Point Road aus gesehen
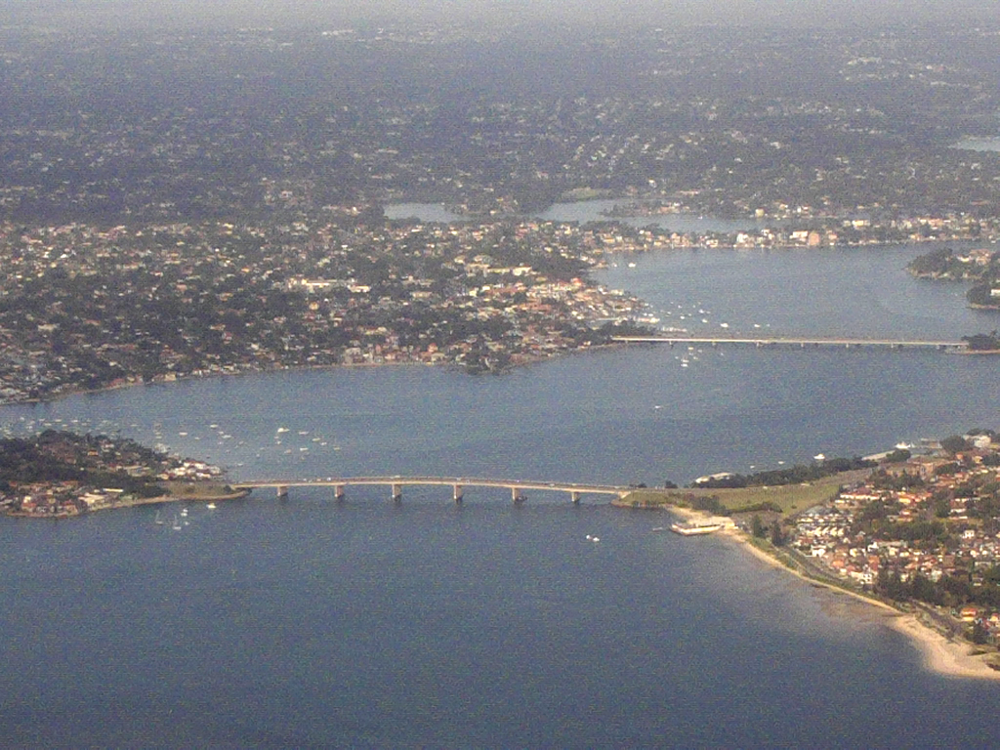
Im Vordergrund die Captain Cook Bridge, dahinter die Tom Uglys Bridge